# Wspólne stanowiska
Wspólne stanowiska to jeden z instrumentów, za pomocą których Unia Europejska prowadzi wspólną politykę zagraniczna i bezpieczeństwa.
Zgodnie z Traktatem o Unii Europejskiej wspólne stanowiska określają podejście Unii do danego problemu o charakterze geograficznym lub przedmiotowym. Traktatowo organem odpowiedzialnym za ich ustalanie jest Rada Unii Europejskiej, która podejmuje decyzje na zasadzie jednomyślności, jednak zazwyczaj prezydencja przygotowuje większość dokumentów, a szczegóły tekstów są ustalane za pośrednictwem Korespondentów Europejskich (COREU).
Państwa członkowskie nie mają obowiązku osiągnięcia wspólnego stanowiska, jednak, gdy zostanie ono ustalone, są one zobowiązane do stosowania się do niego poprzez kształtowanie krajowej polityki zagranicznej według unijnych ustaleń. Muszą także je popierać na forach organizacji i konferencji międzynarodowych. Francja i Wielka Brytania, jako stali członkowie Rady Bezpieczeństwa ONZ są dodatkowo zobowiązani do działania wewnątrz tego organu wedle wytycznych Unii i bronić jej interesów, przestrzegając jednocześnie Karty Narodów Zjednoczonych.
Traktat amsterdamski zobowiązał także misje dyplomatyczne i konsularne państw członkowskich, delegacje Komisji Europejskiej w państwach trzecich i na konferencjach międzynarodowych, a także ich przedstawicielstwa w organizacjach międzynarodowych do współpracy ze sobą, tak aby zapewnić poszanowanie i wprowadzenie w życie wspólnych stanowisk oraz wspólnych działań przyjętych przez Radę Unii Europejskiej. Mają one dokonywać tego umacniając współpracę, wymieniając informacje oraz dokonując wspólnych ocen.